# 寫給白衣天使的歌
《寫給白衣天使的歌》是一首歌曲，發佈於2020年4月。歌曲由袁潔瓊作詞、作曲，由佛山中醫院的醫生演唱。歌曲致敬COVID-19期间中在一線的工作人員。